# Danil Igorewitsch Pruzew
Danil Igorewitsch Pruzew (russisch Данил Игоревич Пруцев; * 25. März 2000 in Krasnodar) ist ein russischer Fußballspieler.

## Karriere

### Verein
Pruzew begann seine Karriere bei Tschertanowo Moskau. Im August 2017 spielte er erstmals für die erste Mannschaft von Tschertanowo in der drittklassigen Perwenstwo PFL. In der Saison 2017/18 kam er insgesamt zu 13 Drittligaeinsätzen, mit den Moskauern stieg er zu Saisonende in die Perwenstwo FNL auf. Sein Debüt in der zweithöchsten Spielklasse gab er im Juli 2018, als er am ersten Spieltag der Saison 2018/19 gegen Rotor Wolgograd in der Startelf stand und in der 32. Minute durch Nail Umjarow ersetzt wurde. In seiner ersten Zweitligaspielzeit kam Pruzew zu 18 Einsätzen. In der Saison 2019/20 absolvierte er bis zum Saisonabbruch 26 Partien.
Zur Saison 2020/21 schloss er sich dem Ligakonkurrenten Krylja Sowetow Samara an. In Samara kam er zu sechs Einsätzen, ehe er schon nach knapp einem Monat den Verein im September 2020 wieder verließ und zum Erstligisten FK Sotschi wechselte. Im selben Monat debütierte er gegen Achmat Grosny für Sotschi in der Premjer-Liga. Bis Saisonende kam er zu 20 Erstligaeinsätzen für Sotschi.
Zur Saison 2021/22 kehrte Pruzew wieder zum nunmehr ebenfalls in der Premjer-Liga spielenden KS Samara zurück. Für Samara kam er in seinem zweiten Engagement zu 17 Einsätzen in der höchsten Spielklasse. Im Januar 2022 wechselte er innerhalb der Liga zu Spartak Moskau.

### Nationalmannschaft
Pruzew durchlief von der U-16 bis zur U-21 sämtliche russische Jugendnationalauswahlen. Im März 2023 gab er in einem Testspiel gegen Iran sein Debüt im A-Nationalteam.

## Persönliches
Sein Bruder Jegor (* 2002) ist ebenfalls Fußballspieler.